# Arrondissement de Thonon-les-Bains
L'arrondissement de Thonon-les-Bains est une division administrative française, située dans le département de la Haute-Savoie et la région Auvergne-Rhône-Alpes.

## Composition

### Composition avant 2015
Composition de l'arrondissement :
- Canton d'Évian-les-Bains
- Canton de Thonon-les-Bains
- Canton de Sciez

### Découpage communal depuis 2015
Depuis 2015, le nombre de communes des arrondissements varie chaque année soit du fait du redécoupage cantonal de 2014 qui a conduit à l'ajustement de périmètres de certains arrondissements, soit à la suite de la création de communes nouvelles. Le nombre de communes de l'arrondissement de Thonon-les-Bains reste quant à lui inchangé depuis 2015 et égal à 68.
Le 2 juin 2023 par arrêté préfectoral, les communes des Gets et de La Côte-d'Arbroz sont retirées de l'arrondissement de Bonneville et rattachées à l'arrondissement de Thonon-les-Bains. Le nombre de communes passe de 68 à 70.
Au 1er janvier 2024, l'arrondissement groupe les 70 communes suivantes :
1. Abondance
2. Allinges
3. Anthy-sur-Léman
4. Armoy
5. Ballaison
6. La Baume
7. Bellevaux
8. Bernex
9. Le Biot
10. Boëge
11. Bogève
12. Bonnevaux
13. Bons-en-Chablais
14. Brenthonne
15. Burdignin
16. Cervens
17. Champanges
18. La Chapelle-d'Abondance
19. Châtel
20. Chens-sur-Léman
21. Chevenoz
22. La Côte-d'Arbroz
23. Douvaine
24. Draillant
25. Essert-Romand
26. Évian-les-Bains
27. Excenevex
28. Fessy
29. Féternes
30. La Forclaz
31. Les Gets
32. Habère-Lullin
33. Habère-Poche
34. Larringes
35. Loisin
36. Lugrin
37. Lullin
38. Lully
39. Lyaud
40. Margencel
41. Marin
42. Massongy
43. Maxilly-sur-Léman
44. Meillerie
45. Messery
46. Montriond
47. Morzine
48. Nernier
49. Neuvecelle
50. Novel
51. Orcier
52. Perrignier
53. Publier
54. Reyvroz
55. Saint-André-de-Boëge
56. Saint-Gingolph
57. Saint-Jean-d'Aulps
58. Saint-Paul-en-Chablais
59. Saxel
60. Sciez
61. Seytroux
62. Thollon-les-Mémises
63. Thonon-les-Bains
64. Vacheresse
65. Vailly
66. Veigy-Foncenex
67. La Vernaz
68. Villard
69. Vinzier
70. Yvoire

## Démographie
En 2022, l'arrondissement comptait 159 140 habitants.
| 1968   | 1975   | 1982   | 1990    | 1999    | 2006    | 2011    | 2016    | 2021    |
| ------ | ------ | ------ | ------- | ------- | ------- | ------- | ------- | ------- |
| 67 283 | 77 224 | 84 628 | 100 894 | 110 356 | 124 595 | 135 949 | 145 809 | 157 071 |

| 2022    | - | - | - | - | - | - | - | - |
| ------- | - | - | - | - | - | - | - | - |
| 159 140 | - | - | - | - | - | - | - | - |